# 100 mètres masculin aux championnats du monde d'athlétisme 2009
Navigation
Osaka 2007 Daegu 2011
L'épreuve du 100 mètres masculin des championnats du monde de 2009 s'est déroulée les 15 et 16 août 2009 dans le stade olympique de Berlin, en Allemagne. Elle est remportée par le Jamaïcain Usain Bolt qui établit en 9 s 58 un nouveau record du monde de la discipline.

## Contexte
Les deux principaux prétendants étaient le champion du monde Tyson Gay, auteur de la meilleure performance mondiale avant ces mondiaux (9 s 77 le 10 juillet 2009 à Rome) et Usain Bolt, le champion olympique en titre et détenteur du record du monde. Quatre autres concurrents avaient couru en dessous des dix secondes au cours des derniers mois, l'ancien détenteur du record du monde Asafa Powell, le finaliste olympique de Pékin Churandy Martina ainsi que les espoirs Daniel Bailey et Michael Rodgers.

## Critères de qualification
Pour se qualifier pour les Championnats (minima A), il fallait avoir réalisé moins de 10 s 21 du 1er janvier 2008 au 3 août 2009. Le minima B est de 10 s 28. Il y a quatre Américains engagés parce que Tyson Gay était le champion du monde sortant.

## Faits marquants

### Séries
Durant les deux premiers tour, le 15 août, plusieurs athlètes de renom quittent la compétition prématurément. Derrick Atkins, médaillé d'argent deux ans plus tôt à Osaka est éliminé dès les séries alors que Churandy Martina, Samuel Francis, Olusoji Fasuba, Simeon Williamson et le champion du monde 2003 Kim Collins s'arrêtent au stade des quarts de finale. En outre, le Français Christophe Lemaitre, champion d'Europe espoir quelques jours plus tôt et détenteur du record d'Europe junior est disqualifié à la suite d'un faux départ. Tyson Gay, Asafa Powell et Michael Rodgers établissent les meilleurs temps de la journée, tandis qu'Usain Bolt contrôle ses deux premiers tours (10 s 20 et 10 s 03), se permettant même d'échanger  quelques sourires durant la course avec son partenaire d'entrainement Daniel Bailey.

### Finale
Usain Bolt gagna la finale, en battant le record du monde.

## Résultats

### Finale
| Rang               | Athlète          | Temps        |
| ------------------ | ---------------- | ------------ |
| Médaille d'or      | Usain Bolt       | 9 s 58 (WR)  |
| Médaille d'argent  | Tyson Gay        | 9 s 71 (NR)  |
| Médaille de bronze | Asafa Powell     | 9 s 84 (SB)  |
| 4                  | Daniel Bailey    | 9 s 93       |
| 5                  | Richard Thompson | 9 s 93 (SB)  |
| 6                  | Dwain Chambers   | 10 s 00 (SB) |
| 7                  | Marc Burns       | 10 s 00 (SB) |
| 8                  | Darvis Patton    | 10 s 34      |

### Demi-finales
Les quatre premiers athlètes de chaque course se qualifient pour la finale.

9.79
| Rang | Athlète             | Temps         |
| ---- | ------------------- | ------------- |
| 1    | Usain Bolt          | 9 s 89 Q      |
| 2    | Daniel Bailey       | 9 s 96 Q      |
| 3    | Darvis Patton       | 9 s 98 Q (SB) |
| 4    | Marc Burns          | 10 s 01 Q     |
| 5    | Michael Rodgers     | 10 s 04       |
| 6    | Martial Mbandjock   | 10 s 18       |
| 7    | Jaysuma Saidy Ndure | 10 s 20       |
|      | Tyrone Edgar        | DQ            |

| Rang | Athlète           | Temps          |
| ---- | ----------------- | -------------- |
| 1    | Tyson Gay         | 9 s 93 Q       |
| 2    | Asafa Powell      | 9 s 95 Q       |
| 3    | Richard Thompson  | 9 s 98 Q (SB)  |
| 4    | Dwain Chambers    | 10 s 04 Q (SB) |
| 5    | Michael Frater    | 10 s 14        |
| 6    | Monzavous Edwards | 10 s 14        |
| 7    | Gerald Phiri      | 10 s 19        |
| 8    | Naoki Tsukahara   | 10 s 25        |

### Quarts de finale
Les 3 premiers de chaque course (Q) plus le meilleur temps (q) se qualifient pour les demi-finales.
| Rang | Athlète              | Temps          |
| ---- | -------------------- | -------------- |
| 1    | Dwain Chambers       | 10 s 04 Q (SB) |
| 2    | Richard Thompson     | 10 s 08 Q      |
| 3    | Martial Mbandjock    | 10 s 22 Q      |
| 4    | Emanuele Di Gregorio | 10 s 26        |
| 5    | Adam Harris          | 10 s 39        |
| 6    | Arnaldo Abrantes     | 10 s 40        |
| 7    | Martin Keller        | 10 s 40        |
| 8    | Masashi Eriguchi     | 10 s 45        |

| Rang | Athlète             | Temps          |
| ---- | ------------------- | -------------- |
| 1    | Michael Rodgers     | 10 s 01 Q      |
| 2    | Tyrone Edgar        | 10 s 12 Q      |
| 3    | Naoki Tsukahara     | 10 s 15 Q      |
| 4    | Gerald Phiri        | 10 s 16 q (NR) |
| 5    | Egwero Ogho-Oghene  | 10 s 19 (PB)   |
| 6    | Simon Magakwe       | 10 s 71        |
|      | Daniel Grueso       | DQ             |
|      | Christophe Lemaitre | DQ             |

| Rang | Athlète           | Temps     |
| ---- | ----------------- | --------- |
| 1    | Asafa Powell      | 9 s 95 Q  |
| 2    | Darvis Patton     | 10 s 05 Q |
| 3    | Marc Burns        | 10 s 12 Q |
| 4    | Kim Collins       | 10 s 20   |
| 5    | Samuel Francis    | 10 s 20   |
| 6    | Olusoji A. Fasuba | 10 s 25   |
| 7    | Ronald Pognon     | 10 s 27   |
| 8    | Shintarō Kimura   | 10 s 54   |

| Rang | Athlète               | Temps        |
| ---- | --------------------- | ------------ |
| 1    | Tyson Gay             | 9 s 98 Q     |
| 2    | Michael Frater        | 10 s 09 Q    |
| 3    | Jaysuma Saidy Ndure   | 10 s 16 Q    |
| 4    | Andrew Hinds          | 10 s 23      |
| 5    | Adrian Griffith       | 10 s 28      |
| 6    | Obinna Metu           | 10 s 36      |
| 7    | Fabio Cerutti         | 10 s 37      |
| 8    | Ángel David Rodríguez | 10 s 39 (SB) |

| Rang | Athlète            | Temps        |
| ---- | ------------------ | ------------ |
| 1    | Daniel Bailey      | 10 s 02 Q    |
| 2    | Usain Bolt         | 10 s 03 Q    |
| 3    | Monzavous Edwards  | 10 s 15 Q    |
| 4    | Churandy Martina   | 10 s 19      |
| 5    | Simeon Williamson  | 10 s 23      |
| 6    | Rolando Palacios   | 10 s 24 (SB) |
| 7    | Emmanuel Callander | 10 s 27      |
| 8    | Dariusz Kuc        | 10 s 38      |

### Séries
Les trois premiers de chaque séries (Q) plus les 4 meilleurs temps (q) se qualifient pour les quarts de finale.
| Rang | Athlète               | Temps        |
| ---- | --------------------- | ------------ |
| 1    | Michael Frater        | 10 s 30 Q    |
| 2    | Arnaldo Abrantes      | 10 s 41 Q    |
| 3    | Shintaro Kimura       | 10 s 47 Q    |
| 4    | Simone Collio         | 10 s 49      |
| 5    | Matic Osovnikar       | 10 s 52      |
| 6    | Berenger Aymard Bosse | 10 s 55      |
| 7    | Jack Iroga            | 10 s 98 (SB) |
| 8    | Dominic Carroll       | Abandon      |

| Rang | Athlète                  | Temps        |
| ---- | ------------------------ | ------------ |
| 1    | Darvis Patton            | 10 s 26 Q    |
| 2    | Emanuele Di Gregorio     | 10 s 35 Q    |
| 3    | Masashi Eriguchi         | 10 s 38 Q    |
| 4    | Barakat al-Harthi        | 10 s 41      |
| 5    | Stefan Schwab            | 10 s 50      |
| 6    | Liqat Ali                | 10 s 64      |
| 7    | Oumar Bella Bah          | 11 s 20 (PB) |
| 8    | Delivert Arsene Kimbembe | DNS          |

| Rang | Athlète           | Temps     |
| ---- | ----------------- | --------- |
| 1    | Martial Mbandjock | 10 s 28 Q |
| 2    | Obinna Metu       | 10 s 38 Q |
| 3    | Asafa Powell      | 10 s 38 Q |
| 4    | Aziz Ouhadi       | 10 s 40   |
| 5    | Derrick Atkins    | 10 s 44   |
| 6    | Ivano Bucci       | 11 s 24   |
| 7    | Leon Mengloi      | 11 s 60   |

| Rang | Athlète             | Temps        |
| ---- | ------------------- | ------------ |
| 1    | Dwain Chambers      | 10 s 18 Q    |
| 2    | Olusoji A. Fasuba   | 10 s 31 Q    |
| 3    | Monzavous Edwards   | 10 s 32 Q    |
| 4    | Ben-Youssef Méité   | 10 s 41      |
| 5    | Shehan Abeypitiyage | 10 s 53      |
| 6    | Wilfried Bingangoye | 10 s 62      |
| 7    | Mohamed Faisal      | 11 s 12 (PB) |
| 8    | Massoud Azizi       | 11 s 79 (SB) |

| Rang | Athlète             | Temps        |
| ---- | ------------------- | ------------ |
| 1    | Daniel Bailey       | 10 s 26 Q    |
| 2    | Jaysuma Saidy Ndure | 10 s 35 Q    |
| 3    | Adrian Griffith     | 10 s 37 Q    |
| 4    | Tobias Unger        | 10 s 42      |
| 5    | Adrian Durant       | 10 s 46      |
| 6    | Jurgen Themen       | 11 s 24      |
| 7    | Yondan Namelo       | 11 s 78 (PB) |

| Rang | Athlète               | Temps        |
| ---- | --------------------- | ------------ |
| 1    | Christophe Lemaitre   | 10 s 23 Q    |
| 2    | Marc Burns            | 10 s 39 Q    |
| 3    | Dariusz Kuć           | 10 s 46 Q    |
| 4    | Ryan Moseley          | 10 s 58      |
| 5    | Franklin Nazareno     | 10 s 71      |
| 6    | Chi Ho Tsui           | 10 s 77 (SB) |
| 7    | Mohamed Masudul Karim | 11 s 32 (SB) |

| Rang | Athlète                 | Temps          |
| ---- | ----------------------- | -------------- |
| 1    | Andrew Hinds            | 10 s 30 Q      |
| 2    | Simeon Williamson       | 10 s 34 Q      |
| 3    | Ronald Pognon           | 10 s 35 Q      |
| 4    | Martin Keller           | 10 s 35 q (SB) |
| 5    | Ángel David Rodríguez   | 10 s 39 q (SB) |
| 6    | Basílio de Morães       | 10 s 54        |
| 7    | Denvil Ruan             | 11 s 31 (PB)   |
| 8    | Soulisack Silisavadymao | 11 s 66 (SB)   |

| Rang | Athlète            | Temps          |
| ---- | ------------------ | -------------- |
| 1    | Samuel Francis     | 10 s 21 Q      |
| 2    | Emmanuel Callander | 10 s 24 Q      |
| 3    | Churandy Martina   | 10 s 26 Q      |
| 4    | Daniel Grueso      | 10 s 27 q      |
| 5    | Rolando Palacios   | 10 s 28 q (SB) |
| 6    | Fernando Lumain    | 10 s 76        |
| 7    | Hussain Haleem     | 11 s 00 (NR)   |
| 8    | Suwaibou Sanneh    | 11 s 02 (SB)   |

| Rang | Athlète             | Temps        |
| ---- | ------------------- | ------------ |
| 1    | Usain Bolt          | 10 s 20 Q    |
| 2    | Gerald Phiri        | 10 s 30 Q    |
| 3    | Egwero Ogho-Oghene  | 10 s 30 Q    |
| 4    | Bryan Barnett       | 10 s 42      |
| 5    | José Carlos Moreira | 10 s 55      |
| 6    | Aisea Tohi          | 11 s 32      |
| 7    | Okilani Tinilau     | 11 s 57 (SB) |

| Rang | Athlète          | Temps        |
| ---- | ---------------- | ------------ |
| 1    | Richard Thompson | 10 s 36 Q    |
| 2    | Tyrone Edgar     | 10 s 42 Q    |
| 3    | Simon Magakwe    | 10 s 54 Q    |
| 4    | Aziz Zakari      | 10 s 57      |
| 5    | Idrissa Sanou    | 10 s 74      |
| 6    | Mhadjou Youssouf | 10 s 89 (SB) |
| 7    | Desislav Gunev   | 11 s 07      |
| 8    | Nooa Takooa      | 11 s 74 (PB) |

| Rang | Athlète         | Temps        |
| ---- | --------------- | ------------ |
| 1    | Tyson Gay       | 10 s 16 Q    |
| 2    | Kim Collins     | 10 s 28 Q    |
| 3    | Fabio Cerutti   | 10 s 36 Q    |
| 4    | Kemar Hyman     | 10 s 59      |
| 5    | Carlos Jorge    | 10 s 73      |
| 6    | Aaron Victorian | 11 s 37 (PB) |
| 7    | Tiraa Arere     | 11 s 55      |

| Rang | Athlète           | Temps        |
| ---- | ----------------- | ------------ |
| 1    | Michael Rodgers   | 10 s 25 Q    |
| 2    | Naoki Tsukahara   | 10 s 28 Q    |
| 3    | Adam Harris       | 10 s 35 Q    |
| 4    | Ramon Gittens     | 10 s 47      |
| 5    | Cédric Nabe       | 10 s 51      |
| 6    | Danny D'Souza     | 10 s 92      |
| 7    | Phillip Poznanski | 11 s 97 (PB) |
| 8    | Clayton Kenty     | 12 s 29 (PB) |

## Détail de la finale par intervalle de course
Source : Site de l'IAAF
| Athlète          | Réaction | 20 m   | 40 m   | 60 m   | 80 m   | 100 m   |
| ---------------- | -------- | ------ | ------ | ------ | ------ | ------- |
| Usain Bolt       | 0,146    | 2 s 89 | 4 s 64 | 6 s 31 | 7 s 92 | 9 s 58  |
| Tyson Gay        | 0,144    | 2 s 89 | 4 s 70 | 6 s 39 | 8 s 02 | 9 s 71  |
| Asafa Powell     | 0,134    | 2 s 91 | 4 s 71 | 6 s 42 | 8 s 10 | 9 s 84  |
| Daniel Bailey    | 0,129    | 2 s 92 | 4 s 73 | 6 s 48 | 8 s 18 | 9 s 93  |
| Richard Thompson | 0,119    | 2 s 90 | 4 s 71 | 6 s 45 | 8 s 17 | 9 s 93  |
| Dwain Chambers   | 0,123    | 2 s 93 | 4 s 75 | 6 s 50 | 8 s 22 | 10 s 00 |
| Marc Burns       | 0,165    | 2 s 94 | 4 s 76 | 6 s 52 | 8 s 24 | 10 s 00 |
| Darvis Patton    | 0,149    | 2 s 96 | 4 s 85 | 6 s 65 | 8 s 42 | 10 s 34 |

## Légende
Records et Performances
- AR : Record continental (area record)
- CR : Record des championnats (championship record)
- MR : Record du meeting (meet record)
- NR : Record national (national record)
- OR : Record olympique (olympic record)
- PR : Record paralympique (paralympic record)
- PB : Record personnel (personal best)
- SB : Meilleure performance personnelle de la saison (season's best)
- WL : Meilleure performance mondiale de l'année (world leader)
- WJR : Record du monde junior (world junior record)
- WR : Record du monde (world record)

Circonstances et Conditions
- DNF : N'a pas terminé (did not finish)
- DNS : N'a pas pris le départ (did not start)
- DQ : Disqualification (disqualification)
- NM : Aucun essai valable enregistré (No Mark)
- Q : Qualifié « directement » au prochain tour (ou à la prochaine compétition), lors d'une compétition majeure, grâce au classement ou à la réalisation des minima (automatic qualifier)
- q : Qualifié au prochain tour (ou à la prochaine compétition), lors d'une compétition majeure, grâce au repêchage ou à la réalisation de l'une des meilleures performances parmi celles des « non qualifiés directement » (grâce au meilleur temps ou à la meilleure distance par exemple) (secondary qualifier)